# Flaggensalmler
Der Flaggensalmler (Hemigrammus ulreyi), auch Ulreys Salmler genannt, ist ein in Zentralbrasilien (Mato Grosso) und im Río Paraguay vorkommender Süßwasserfisch. Die Art wurde nach Albert B. Ulrey benannt, einem amerikanischen Zoologen.

## Merkmale
Er wird 4,5 bis 5 cm groß. Sein Körper ist gattungstypisch gestaltet, aber etwas hochrückiger als bei anderen Arten der Gattung und seitlich abgeflacht. Seine Rückenfarbe ist grau- bis braungrün, Flanken und Bauch sind fast farblos und glänzen nur leicht silbriggelb. Ein Längsband, das oben golden bis metallischgrün, unten schwarz ist, zieht sich vom Kiemendeckel bis zum Schwanzflossenstiel. Eine schwarze Linie erstreckt sich entlang der Afterflossenbasis. Beim Männchen ist die Afterflosse vorne weiß gesäumt. Der erste Flossenstrahl der Rückenflosse ist unten schwarz, die nachfolgenden gelblich bis orange. Die Flossen sind transparent, die Fettflosse orange.
- Flossenformel: Dorsale 10, Anale 23–26.
- Schuppenformel: mLR 30+2, QR 5–6/3½, SL 8–10.